# Vincent Gabriel
Vincent Ikechuka Gabriel (ur. w 1931) – nigeryjski lekkoatleta, skoczek wzwyż.
Podczas igrzysk olimpijskich w Melbourne (1956) z wynikiem 1,92 zajął 19. miejsce. Na igrzyskach  Imperium Brytyjskiego i Wspólnoty Brytyjskiej w 1958 był dwunasty.

## Rekordy życiowe
- Skok wzwyż – 2,007 (1956)